# マズルカ作品56 (ショパン)
フレデリック・ショパンのマズルカ作品56（マズルカさくひんごじゅうろく）は、3曲の作品からなる曲集。1843年に作曲・出版された。献呈先は、ショパンの友人で弟子の1人でもあったキャサリン・マバリー。円熟を極めたあとの作曲者は、身体・精神的に不安定になってゆき、徐々に作品数が少なくなった。

## 作品56-1
第33番、ロ長調。主部は冒頭から階段状の転調を繰り返し、6小節目からは、7小節もの間G-Dのオルゲンプンクトが続き、調性感を曖昧にしている。この主部の間に、poco piu mossoの急速に回転するような楽想が調を変えて2度挿入される。主部が3度再現されたあとは、幾分賑やかなコーダに入る。

## 作品56-2

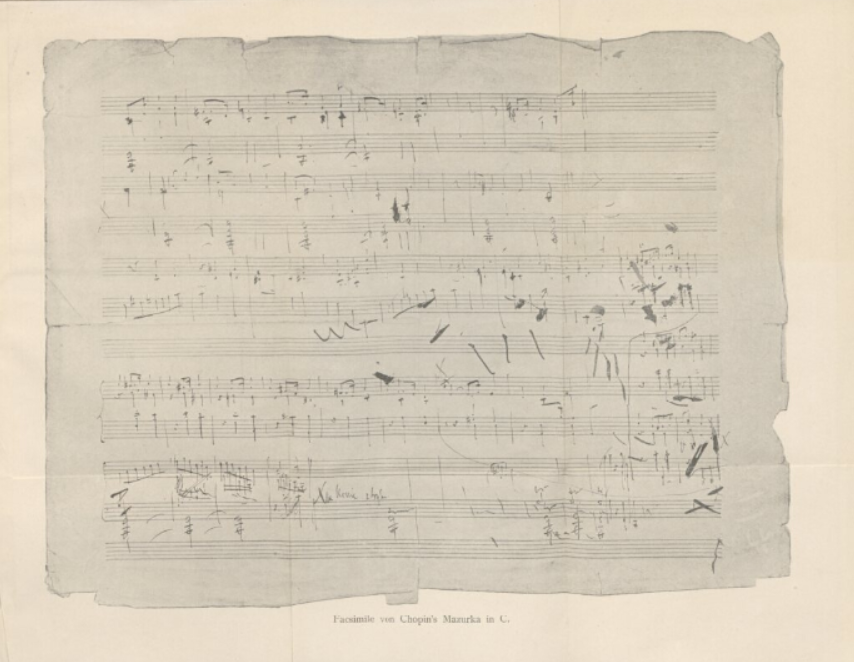
作品56-2のスケッチ（現・大英図書館蔵）

第34番、ハ長調。前奏で空虚5度が力強く鳴らされ、リディア旋法やマズル（マズール）のリズムにより民族的な活力のある音楽である。

## 作品56-3
第35番、ハ短調。全マズルカ中でも一二を争う規模の大きな作品であり、バラードのように次から次に転調や新しい楽想が盛り込まれ、幻想曲ともとれる、長大な構成である。